# Balfors
Balfors är en by i Bjurholms kommun i Västerbottens län. Orten ligger tätt intill den större byn Balsjö. Här finns en kopia av en gammal flottningsanläggning med flottningsdamm och timmerränna i Balån; den ursprungliga togs ur bruk 1955.
Barnboksförfattaren Annalena Hedman är uppvuxen i Balfors.